# Iziane Castro Marques
Iziane Castro Marques (São Luís, 13 marzo 1982) è un'ex cestista brasiliana, professionista nella WNBA.

## Carriera
Con il Brasile ha disputato due edizioni dei Giochi olimpici (Atene 2004, Rio de Janeiro 2016), tre dei Campionati mondiali (2002, 2006, 2010) e quattro dei Campionati americani (2001, 2003, 2007, 2015).